# Dasymaschalon
Dasymaschalon é um género botânico pertencente à família Annonaceae.